# Rißneibach
Der Rißneibach ist ein 3,5 km langer, orografisch rechter Nebenfluss der Möhne in Nordrhein-Westfalen, Deutschland. Der Bach fließt vollständig im Stadtgebiet der zum Kreis Soest gehörenden Stadt Rüthen.

## Geographie

### Verlauf
Der Rißneibach entspringt etwa 2,2 km nordöstlich von Rüthen an der Südseite des Haarstrangs auf einer Höhe von 344 m ü. NN. 
Von seiner Quelle aus fließt der Bach zunächst in südwestliche Richtungen. Nach einer Flussstrecke von etwa einem Kilometer unterquert der Bach die Landesstraße 776 und wendet sich anschließend mehr in südliche Richtungen. Nach einer Flussstrecke von etwa 2,3 km erreicht der Bach den östlichen Ortsrand von Rüthen, wo sich ein Regenrückhaltebecken befindet. Unterhalb des Regenrückhaltebeckens mündet rechtsseitig ein kurzer, aus Rüthen kommender namenloser Bach als nennenswerter Zufluss. Nach der erneuten Unterquerung der Landesstraße 776 verschwindet der Bach in einem Kanal, in dem er unter der Bundesstraße 516 und dem Industriegebiet am alten Rüthener Bahnhof zur Möhne fließt. 
Die Mündung liegt auf 292 m ü. NN. Bei einem Höhenunterschied von 52 m beträgt das mittlere Sohlgefälle 14,9 ‰. 

### Einzugsgebiet
Das etwa 4,93 km² große Einzugsgebiet wird über Möhne, Ruhr und Rhein zur Nordsee entwässert.